# Elaphoglossum bifurcatum
Elaphoglossum bifurcatum là một loài thực vật có mạch trong họ Lomariopsidaceae. Loài này được (Jacq.) Mickel mô tả khoa học đầu tiên.